# HD 45168
HD 45168，又名BD-03 1425，SAO 133238、HR 2317，是一颗恒星，视星等为6.35，位于銀經213.48，銀緯-7.48，其B1900.0坐标为赤經6h 20m 48.8s，赤緯-3° -7.48′ 57″。